# باغون (غهرة)
باغون (بالفارسية: باغون) هي مستوطنة تقع في إيران في قسم غهرة الريفي.